# Krushnaa Patil
Pas d'image ? Cliquez ici
Krushnaa Patil, née le 30 octobre 1989 à Pune, est une alpiniste indienne. 
En 2009, à l'âge de 19 ans, elle est devenue l'une des plus jeunes femmes indiennes à gravir l'Everest, le toit du monde.
En 2010, Krushnaa Patil tente de gravir les sept sommets, mais doit abandonner lors de sa dernière ascension, le mont McKinley, pour des raisons techniques. 

## Biographie

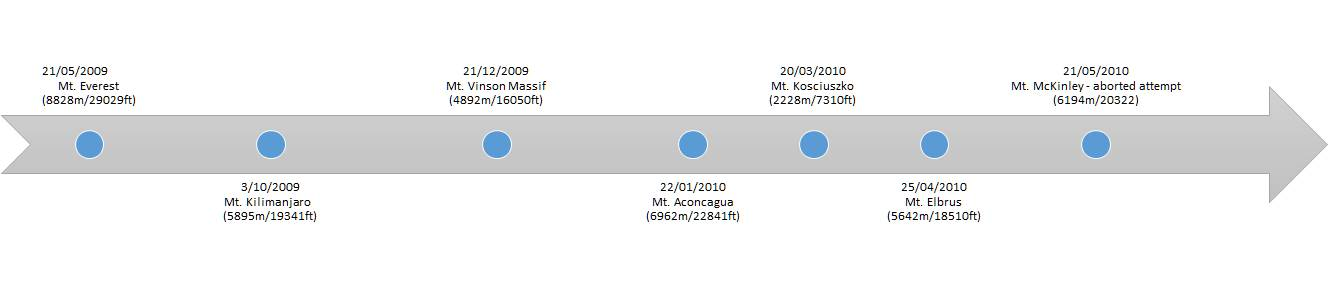
Seven Summits Challenge Chronologie de l'alpiniste Krushnaa Patil

### Naissance de sa vocation
Au lycée, Patil fait partie d'une troupe de danse contemporaine et rêve d'être chorégraphe et danseuse. Elle déclare qu'elle est alors « beaucoup plus passionnée par la danse que par les sports ». Selon elle, l'occasion qui s'est présentée de faire partie de l'expédition pré-Everest est « le tournant » de sa vie.
La famille de Krushnaa Patil passe la plupart de ses vacances dans la chaîne de l'Himalaya. En 2007, elle s'inscrit à l'école d'alpinisme Nehru Institute of Mountaineering (NIM) à Uttarkashi pour un cours débutant, suivi d'un cours avancé en 2008.
Peu de temps après, Krushnaa Patil a l'occasion de faire partie d'une expédition himalayenne et, à 18 ans, devient la plus jeune personne à gravir le mont Satopanth dans l'État indien de l'Uttaranchal.

### Ascension de l'Everest

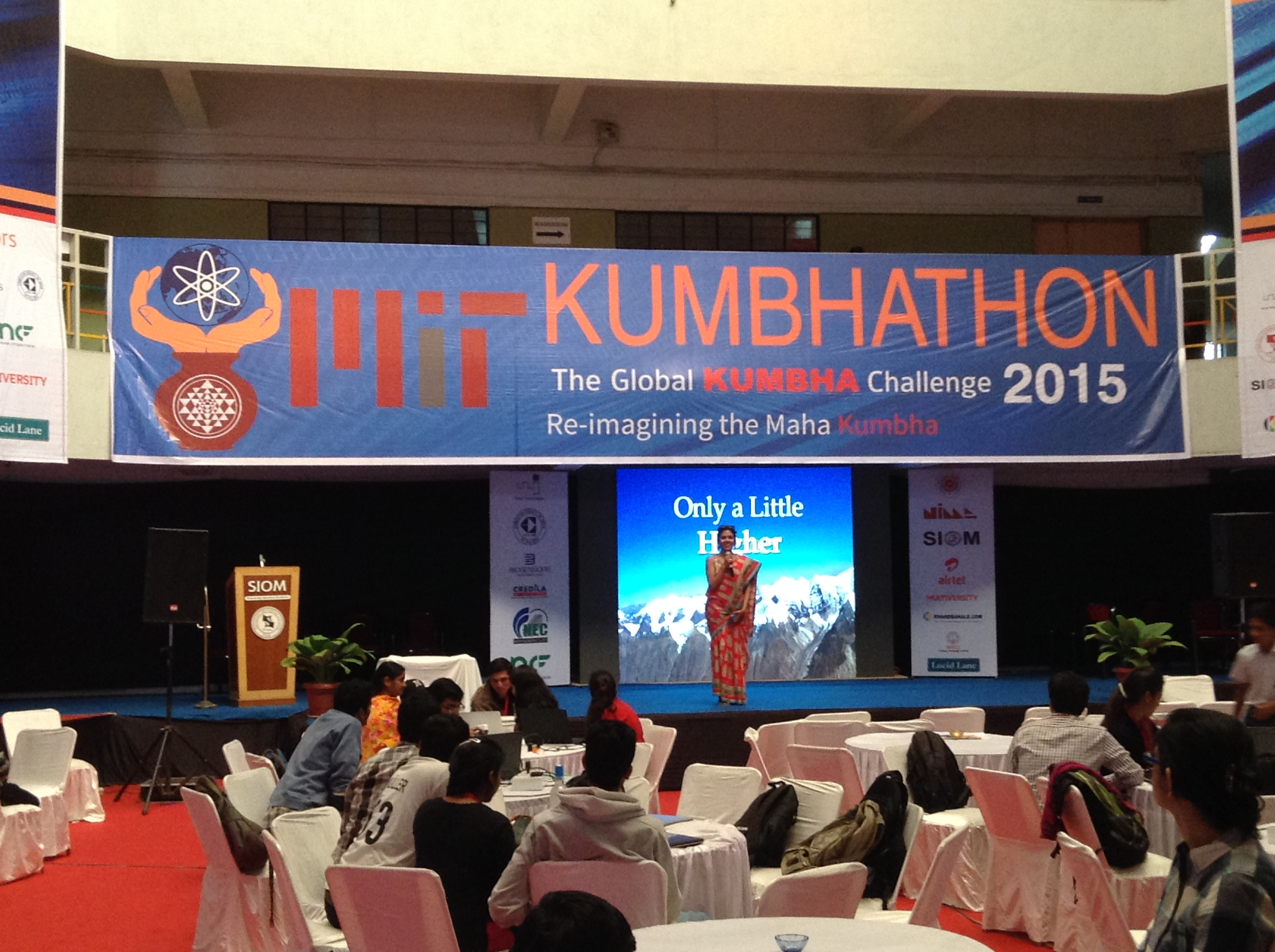
Krushnaa Patil au MIT Media Labs Kumbathon.

Ses parents essayent en vain de trouver des sponsors pour financer son ascension de l'Everest. « Quand j'étais sur les montagnes, je me demandais si j'allais atteindre le sommet ou non, je n'avais tout simplement pas les moyens de rembourser un montant aussi important », confie la jeune femme[réf. nécessaire]. 
Elle escalade l'Everest le 21 mai 2009, devenant la deuxième plus jeune indienne à gravir le sommet à l'âge de 19 ans, après Dicky Dolma (19 ans et 35 jours en mai 1993). Ce record est battu par Arjun Vajpai le 22 mai 2010 et est ensuite battu par trois autres personnes, Nameirakpam Chingkheinganba (16 ans et 7 mois), Raghav Joneja (15 ans et 7 mois) et enfin Malavath Purna (13 ans et 11 mois), qui détient également le record du monde de la plus jeune personne à grimper l'Everest.

### Poursuite de l'alpinisme
Après cette ascension, le gouvernement indien commence à financer ses efforts et elle obtient des prix et des distinctions. Elle peut ensuite financer des expéditions en Antarctique et en Amérique du Sud avec l'argent reçu du gouvernement.
Krushnaa Patil veut alors devenir la première femme indienne à gravir les sept sommets, les plus hauts sommets des sept continents. Elle essaie de réaliser cet objectif en un an et en termine trois durant l'année 2009 : l'Everest en Asie, le Kilimandjaro en Afrique et le massif Vinson en Antarctique en décembre. Elle enchaîne en janvier 2010 par l'Aconcagua en Amérique du Sud, l'Elbrouz en Europe en avril et le mont Kosciuszko en Australie en mars 2010 (avec sa mère et sans assistance). Lors de l'ascension du dernier sommet, le mont McKinley en Amérique du Nord en mai, elle doit abandonner, son guide étant tombé malade.

## Engagements

### ExpéditionAccess Water
Krushnaa Patil fait partie de l'expédition internationale Access Water qui vise à sensibiliser l'opinion sur l'accès à l'eau potable.  
Lors de cette expédition de 55 jours et de 2 400 kilomètres le long des rives du Gange, huit femmes issues de six continents, dont Krushnaa Patil, partent à la rencontre de la population et de la jeunesse pour promouvoir l'accès gratuit à l'eau propre et potable,. 